# ティアナ・リン

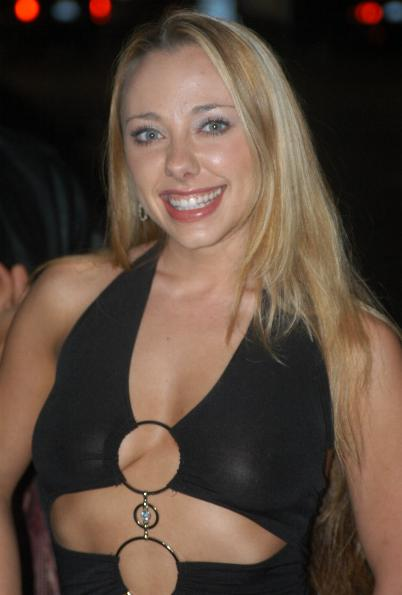
ティアナ・リン

ティアナ・リン（Tiana Lynn、 1983年9月1日 - ）は、アメリカ合衆国のポルノ女優。アリゾナ州ツーソン出身。